# Kołodziejewo
Kołodziejewo (niem. Altraden) – wieś w Polsce położona w województwie kujawsko-pomorskim, w powiecie inowrocławskim, w gminie Janikowo.
W latach 1954–1972 wieś należała i była siedzibą władz gromady Kołodziejewo. W latach 1975–1998 miejscowość administracyjnie należała do województwa bydgoskiego.

## Historia
Pierwsza źródłowa wzmianka o Kołodziejewie pochodzi z 1379 roku. We wsi znajdował się folwark. Miejscowość zawdzięcza swój rozwój budowie kolei w latach 1872-1873. Pociągi pasażerskie zatrzymują się tu od 1895 roku. W 1905 roku wybudowano dworzec, który istnieje do dzisiaj i nadal pełni swoją pierwotną funkcję. W tym samym roku ukończono również budowę szkoły. W 1908 wybudowano tu kościół ewangelicki, który obecnie należy do kościoła rzymskokatolickiego. Od 1772 roku (I rozbiór Polski) do 6 marca 1919 roku i podczas okupacji hitlerowskiej 1939-1945 Kołodziejewo nosiło niemiecką nazwę Altraden.

## Zabytki
Według rejestru zabytków NID na listę zabytków wpisany jest zespół dworski, k. XIX w., nr rej.: 186/A z 15.01.1986: dwór i park.
Ponadto w Kołodziejewie znajduje się kościół z 1908 r., dworzec kolejowy z 1905 r. i budynki mieszkalne z początku XX wieku.

### Kościół
Wieś leży w granicach dekanatu mogileńskiego w archidiecezji gnieźnieńskiej.

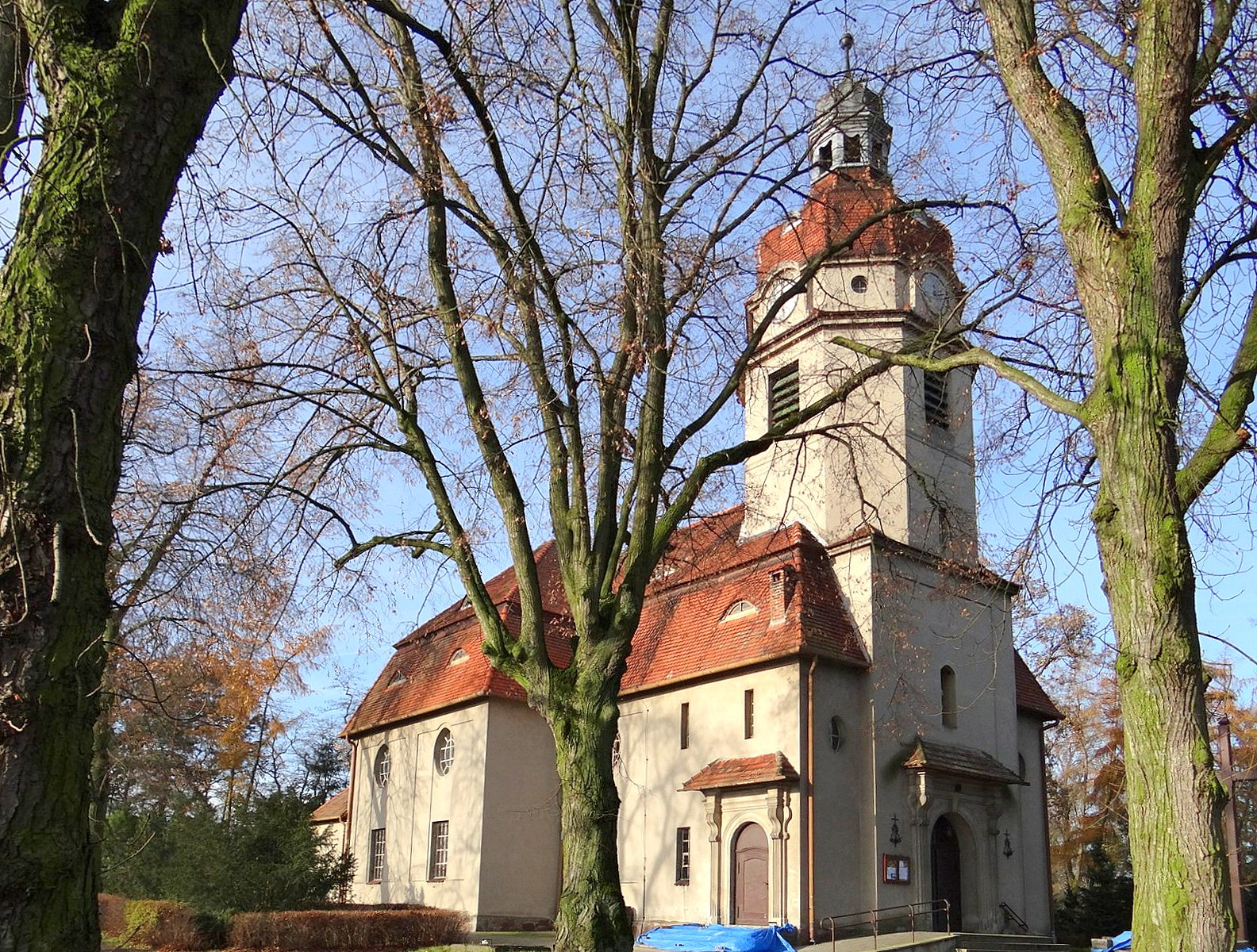
Kościół parafialny

Jedyny znajdujący się na terenie Kołodziejewa kościół został zbudowany w 1908 przez niemiecką gminę ewangelicką. Służył miejscowej ludności wyznania ewangelickiego do zakończenia II wojny światowej (tj. do 1945), kiedy to niemieccy mieszkańcy opuścili Kołodziejewo. W związku z powyższym opuszczony zbór został przyznany przez Komisję ds. Zarządzania Majątkami Opuszczonymi parafii rzymskokatolickiej pw. św. Józefa jako "ekwiwalent za zniszczenia wojenne", bowiem budowę osobnego kościoła rzymskokatolickiego przerwał wybuch II wojny światowej. Na miejscu, w którym miał zostać wybudowany kościół katolicki, obecnie stoi ośrodek zdrowia.
Kościół ewangelicki po przekazaniu go parafii pw. św. Józefa zachował swoją pierwotną formę w znacznym stopniu. W później zmieniły się tylko niektóre elementy wystroju wnętrza, tj. usunięto baldachim znad nastawy ołtarza głównego oraz usunięto drewnianą ambonę znajdującą się w prezbiterium. Wnętrze utrzymane jest w stylu neobarokowym i przedstawia rozwiązania typowe dla budownictwa kościołów ewangelickich (empory wzdłuż nawy).
W kościele znajdują się organy firmy P.B. Voelkner z Bydgoszczy, wybudowane najprawdopodobniej w roku zakończenia budowy kościoła, tj. w 1908. Charakteryzują się zdobnym, pozłacanym prospektem zawierającym 27 piszczałek oraz 12 głosami rozdysponowanymi pomiędzy 2 manuały i pedał, utrzymanymi w charakterze romantycznym. Organy posiadają trakturę pneumatyczną, 1 miech pływakowy z możliwością kalikowania oraz ok. 700 piszczałek.

## Gospodarka i komunikacja
Mieszkańcy wsi żyją głównie z rolnictwa. Jednak w związku z tym, że Kołodziejewo jest dużą wsią są tu też sklepy i firmy. W roku 2018 otwarto we wsi market sieci Dino. Do największych możemy zaliczyć firmę budowlaną zatrudniającą kilkadziesiąt osób. Znajdują się tu też gospodarstwa agroturystyczne.

### Drogi
Wieś leży między miastami: Mogilnem i Janikowem. Przebiega tędy droga łącząca te miasta i okoliczne wsie. Większość dróg we wsi ma utwardzoną nawierzchnię.

### Kolej

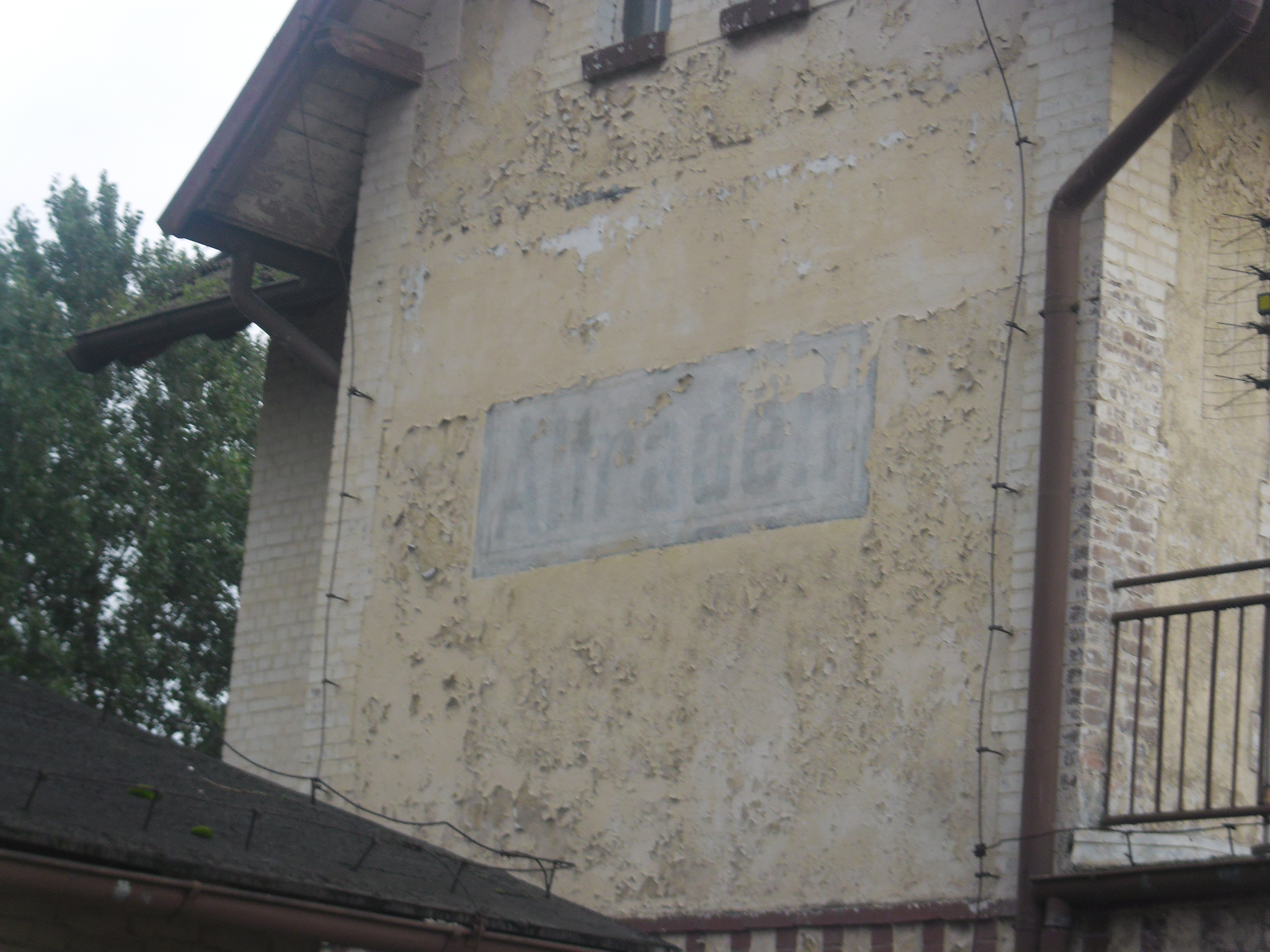
Do niedawna jeszcze widoczna niemiecka nazwa stacji na ścianie dworca kolejowego - Altraden, obecnie zniszczona.

Przez Kołodziejewo przebiega linia kolejowa nr 353 ze stacją Kołodziejewo łącząca Poznań z Inowrocławiem i dalej Toruniem oraz Bydgoszczą. Połączenia pasażerskie obsługiwane są przez spółkę POLREGIO. Ze stacji można dojechać do: Bydgoszczy, Torunia, Inowrocławia, Janikowa, Mogilna, Gniezna i Poznania. W 2015 roku miała miejsce wymiana nawierzchni peronowych i przebudowa stacji w celu dostosowania jej do panujących standardów z udogodnieniami dla osób niepełnosprawnych. Przy przebudowie dworca rozebrano stare zabudowania znajdujące się obok budynku dworca. Do sierpnia 2017 roku w budynku znajdowały się kasy, obecnie stoi on niezagospodarowany - planowany jest generalny remont i rewitalizacja zabytkowego dworca. 

## Edukacja
- Przedszkole Publiczne w Kołodziejewie
- Szkoła Podstawowa im. Janusza Kusocińskiego w Kołodziejewie

## Znani ludzie urodzeni w Kołodziejewie
- Marian Kaiser (1933–1991) – żużlowiec, drużynowy mistrz świata z 1961 oraz mistrz Polski z 1957.

## Sport, kultura i turystyka
We wsi znajduje się klub piłkarski KS "Piast" Kołodziejewo. Od sezonu 2025/26 gra na poziomie IV ligi, grupa: kujawsko-pomorska. Stadion w Kołodziejewie ma trybunę, na której znajduje się około 150 miejsc siedzących (plastikowe krzesełka). Wybudowano tu boisko "ORLIK 2012".
W Kołodziejewie do dyspozycji mieszkańców znajdują się obiekty sportowe, biblioteka oraz świetlica wiejska. Znajdują się tu gospodarstwa agroturystyczne. Niedaleko od wsi znajduje się las mieruciński, wchodzący w skład nadleśnictwa Gołąbki, leśnictwa Mierucinek.

## Bezpieczeństwo
W Kołodziejewie znajduje się ośrodek zdrowia, jest tu apteka. We wsi działa OSP Kołodziejewo będące w systemie KSRG. Na stanie jednostki znajduje się wóz gaśniczy: Volvo FL 280 (GBA).

## Ochrona przyrody
W 2010 roku ustanowiono pomnikiem przyrody następujące drzewa rosnące w parku przy ul. ks. Kazimierza Mellera 5:
- dąb szypułkowy o obwodzie 303 cm i nazwie "Mocarz"
- dąb szypułkowy o obwodzie 355 cm i nazwie "Kołodziej"
- robinia biała o obwodzie 330 i nazwie "Rosocha".